# Ilustración (obra gráfica)

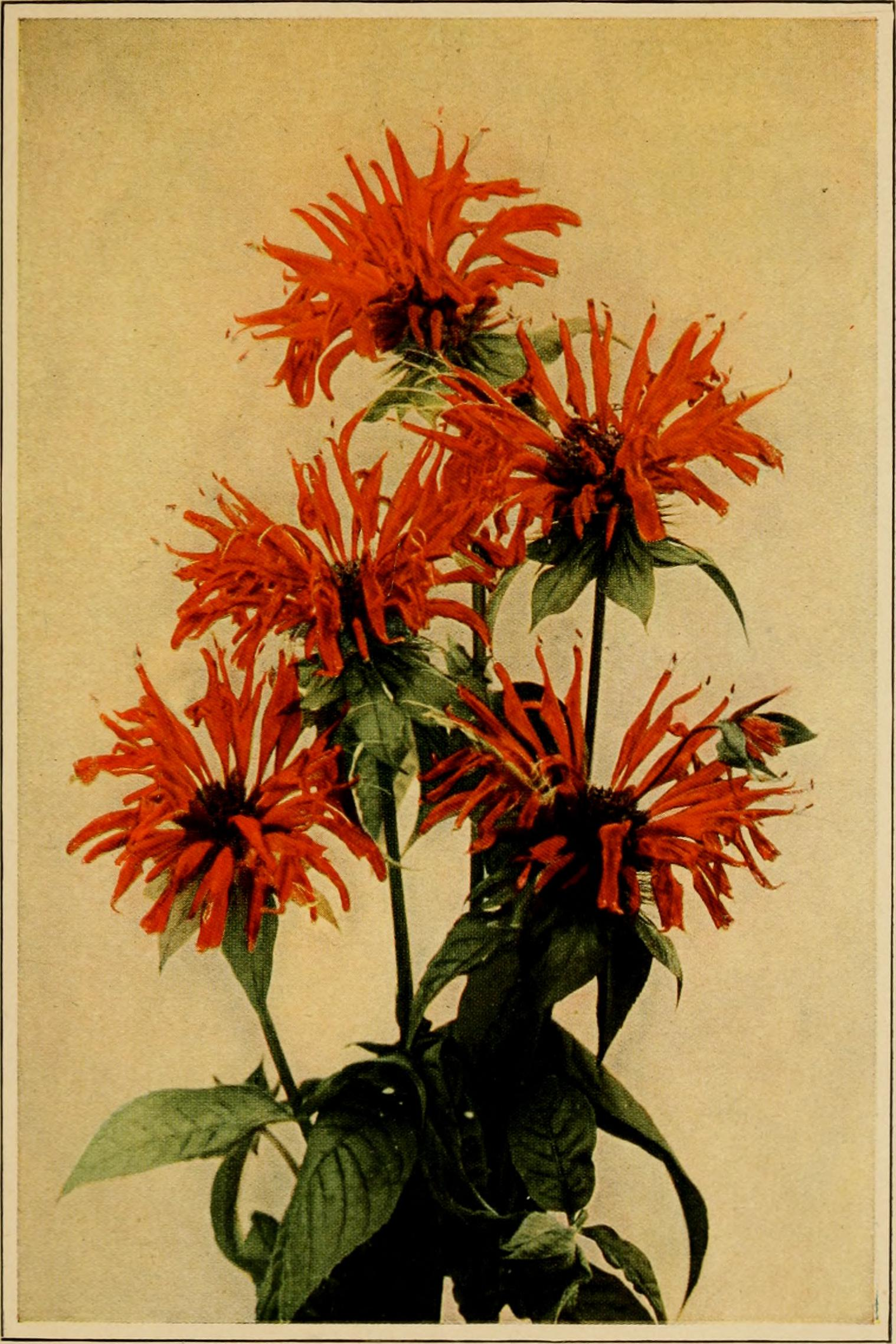
Ilustración de una obra botánica de 1909

Se denomina ilustración al dibujo, pintura, estampa o grabado que adorna, documenta, narra o recrea en conjunto con el texto escrito de un libro. Es el componente gráfico que complementa o realza un texto.
Las ilustraciones son imágenes asociadas con palabras. Esto significa que podemos producir imágenes que llevan un mensaje, como las pinturas rupestres, y los mosaicos religiosos. Un buen punto de partida son los manuscritos  medievales. Un aspecto importante de la ilustración es el uso de diseños bidimensionales, a diferencia de las imágenes pintorescas y espaciales que tratan de captar la tercera dimensión.

## Historia

### Orígenes
El concepto de ilustración es muy antiguo y se confunde con las primeras representaciones figurativas que acompañan a un escrito: ya existen en II en la literatura griega, en volumen y luego códice. El fin del uso del papyrus en Occidente y su sustitución por el pergamino, tuvo como efecto, debido al coste del soporte, frenar la producción de ilustraciones, limitadas en adelante a las iluminaciones destinadas al clero o a la nobleza.
En Extremo Oriente, y más particularmente en China, Corea y Japón, los grabados tienen una función similar, la invención del papel, de la imprenta, y luego de los tipos móviles, facilitará la distribución de las obras ilustradas y esto, ya en el siglo XI. De manera más general, en el arte pictórico de estos países, la pintura, o aguada, iba siempre acompañada, hasta el siglo XIX, de un breve texto poético.
Las iluminaciones de la Edad Media y de principios del Renacimiento pueden considerarse como los primeros ejemplos de este arte que floreció en Occidente, influido por el Próximo Oriente (arte persa). Entre las iluminaciones más notables se encuentran las de Très Riches Heures du Duc de Berry.
Descubiertas a principios del XVI, las técnicas de ilustración en las civilizaciones precolombinas demuestran la existencia de un arte del codex iluminado, del que, por desgracia, quedan pocos ejemplos.

### DelsigloXValXVIII
A mediados del siglo XV apareció en Europa la imprenta, una técnica similar a la que se practicaba desde hacía tiempo en Extremo Oriente. Los libros se ilustraban con xilografías. Por otra parte, la técnica de impresión masiva de una ilustración mediante xilografía es anterior, al menos en Europa, al desarrollo del libro impreso mecánicamente: existe una larga tradición de xilografía utilizada para imprimir telas (como Protat wood, finales del siglo XIV) que condujo naturalmente a la impresión sobre papel para la imaginería popular. Al mismo tiempo, se grababan páginas enteras de texto sobre madera, la donat, para libros de gramática baratos.
Alemania e Italia fueron, desde principios del SXVI, pioneros en el campo de los libros ilustrados con grandes tiradas: La Crónica de Núremberg es un ejemplo. 
Durante los siglos siguientes, las técnicas de grabado evolucionaron de la madera al cobre (calcografía, aguafuerte) y, a principios del siglo XIX, a la litografía. Se desarrolló un mercado de estampas y libros ilustrados para un público culto y adinerado, pero también un comercio de imaginería popular: mientras florecían los placards, técnica cartelística destinada a informar a los transeúntes, se extendían los naipes, las estampas piadosas, los almanaques, las viñetas caricaturescas (sobre todo en Inglaterra)...
Los libros ilustrados de los siglos XVII y XVIII suelen estar ilustrados con grabados calcográficos (buril), y se incorporan al libro como hors-texte, ya que las técnicas de impresión son diferentes (tipografía para el texto, calcografía para las ilustraciones). Uno de los mejores ejemplos de ilustración bajo la Ilustración siguen siendo las planchas grabadas para la Encyclopédie de Diderot y d'Alembert.

### Principios delXIX
A principios del XIX, la difusión de periódicos y almanaques, y la popularidad de las noticias y seriales publicados en ellos, vieron el desarrollo de la ilustración de prensa. Figuras notables de esta nueva disciplina fueron el británico Hablot Knight Browne y, en Francia, Honoré Daumier. En el ámbito editorial, las obras enciclopédicas generalizaron su uso.

### Edad de oro de la ilustración

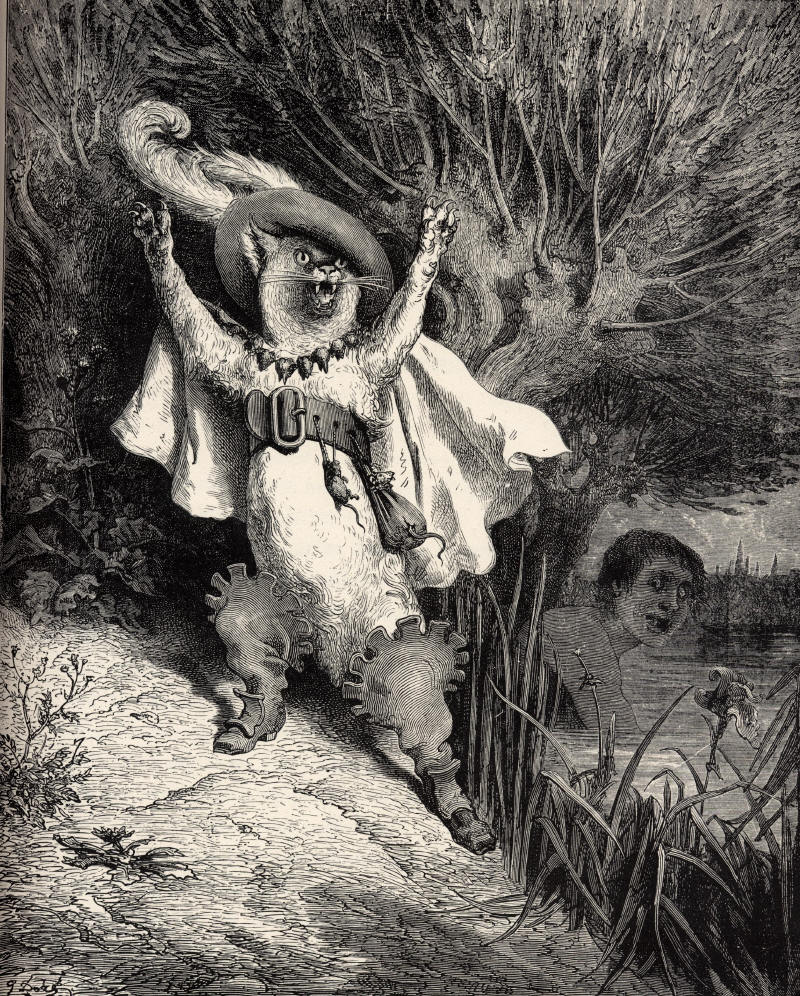
Gustave Doré - Ilustración para El Gato con Botas, uno de los Los Cuentos de Mi Madre Oca
La segunda mitad del se considera la edad de oro de la ilustración en Europa y Estados Unidos. El desarrollo de la edición masiva y la aparición de las revistas aumentaron la distribución de ilustraciones. La técnica del grabado sobre madera, con grabadores virtuosos, permitió reproducir el trabajo de los dibujantes hasta el más mínimo detalle. La invención de nuevas técnicas de impresión (especialmente el fotograbado) permitió a los ilustradores utilizar nuevas técnicas.
En Francia, esta disciplina fue elevada a la categoría de arte por Paul Gavarni, J.J. Grandville y, sobre todo, Gustave Doré, cuyas ilustraciones de Las fábulas de La Fontaine, Perrault de Perrault o Don Quijote de Miguel de Cervantes fueron hitos. Sus sombrías ilustraciones de la pobreza en el Londres de la década de 1860 fueron destacados ejemplos de comentario social en el arte. La edición emplea la ilustración mediante la técnica del grabado sobre madera. El ejemplo más representativo es, sin duda, la editorial Hetzel, que publicó, entre otras, las novelas de Jules Verne. Esta técnica permitía imprimir las ilustraciones al mismo tiempo que el texto, y en tiradas elevadas, a diferencia de otras técnicas (calcografía, litografía) que requerían una impresión separada y, por tanto, ilustraciones fuera del texto. La mayoría de estos grabadores, encargados de reproducir los originales de los diseñadores, eran a menudo ellos mismos ilustradores: François Pannemaker, Édouard Riou, Léon Benett, y muchos otros. Algunos grandes pintores, como Édouard Manet y Edgar Degas, también intentaron ilustrar poemas de Edgar Poe o relatos de Guy de Maupassant.
En Estados Unidos, esta edad de oro se produjo entre 1880 y 1914. [Arthur Burdett Frost

y Howard Pyle, fundador de la escuela Brandywine Valley, saltaron a la fama ilustrando libros para jóvenes e influyeron en la obra de N. C. Wyeth (su alumno) y Norman Rockwell.
En Gran Bretaña, las ilustraciones de John Tenniel causaron una fuerte impresión en el imaginario colectivo de los lectores de Lewis Carroll. Arthur Rackham, Edmund Dulac son representativos de la influencia de los prerrafaelitas en la ilustración británica; por el contrario, Beatrix Potter ilustra sus propios cuentos en un estilo naturalista con animales vestidos a moda victoriana. Otros ilustradores como Aubrey Beardsley, influido por el Japonismo, adoptaron un estilo limpio en blanco y negro a la manera de los Nabis.
Hacia 1880-1890, apareció en Estados Unidos y Francia el cartel en gran formato litografiado, que contribuyó al nacimiento del art nouveau.
Hacia 1900, críticos como John Grand-Carteret y Eduard Fuchs fueron los primeros en estudiar la evolución de la caricatura y de las representaciones gráficas en general a través de ensayos temáticos.

### De 1914 a 1945

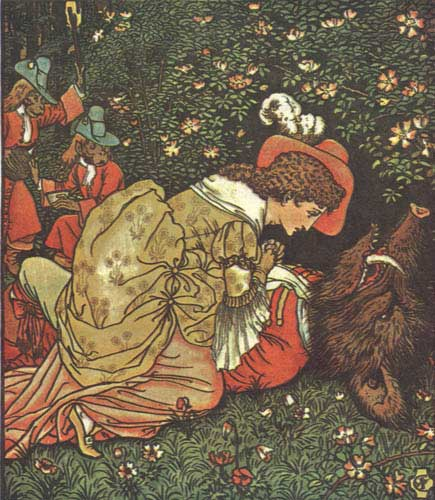
Walter Crane - Ilustración para La Bella y la Bestia, 1874

Movimiento iniciado en América Latina por Santiago Martínez Delgado mientras era estudiante de arte en Chicago, trabajó en los años 30 para la revista Esquire, y más tarde en Colombia para la revista Vida. Discípulo de Frank Lloyd Wright, sus ilustraciones están influidas por el estilo art déco.
En la década de 1930, la influencia del expresionismo se dejó sentir en la obra del ilustrador británico independiente Arthur Wragg. Estilizó formas obtenidas mediante la técnica del stencil, tal y como se utilizaba en los carteles de propaganda.
En Estados Unidos, la prensa de revistas impuso los nombres de J.C. Leyendecker, James Montgomery Flagg y Norman Rockwell, cuyas portadas para el Saturday Evening Post retratan la vida del estadounidense medio.

### Desde 1945 hasta nuestros días

James Montgomery Flagg - Cartel de Tengo ganas de ti para el reclutamiento del Ejército de los Estados Unidos, 1917

Durante la segunda mitad del siglo XX, la prensa de revistas abandonó gradualmente las ilustraciones dibujadas en favor de la fotografía. Sin embargo, los ilustradores siguieron activos en los ámbitos de la publicidad, la edición infantil y científica, y en los periódicos, donde se desarrollaron las viñetas de prensa, dibujos generalmente humorísticos con una fuerte carga política y social (Le Canard enchaîné, Charlie Hebdo, Siné Hebdo). Destacan grandes individualidades que trabajan en diferentes campos como la caricatura de prensa, la ilustración literaria, la literatura infantil, como Ralph Steadman, Tomi Ungerer, Daniel Maja, Roland Topor... Los editores de arte recurrieron a grandes pintores como Matisse, Moretti, o Picasso, que ilustró Les Métamorphoses de Ovidio para la editorial Skira. La ilustración se utiliza principalmente en la prensa y la comunicación, siguiendo modas ligadas a las tendencias pictóricas, pero a veces precediéndolas. En Francia, en los años setenta, en la prensa, los jóvenes grafistas del grupo Bazooka imponen un estilo agresivo e innovador, hecho de collages, inspirado en el Constructivistas rusos así como en el cómic, jugando con la fotografía y la tipografía. En la década de 1980, con el redescubrimiento de Norman Rockwell, surgió una tendencia hiperrealista, que recurría mucho a la reproducción e interpretación de montajes fotográficos y al uso del aerógrafo, antes de que fuera suplantado por los ordenadores. 
En los años ochenta-1990, medios audiovisuales como la televisión recurren a veces a los servicios de ilustradores que, utilizando una tableta gráfica, caricaturizan o ilustran en directo los temas que se tratan. Este tipo de ilustración, que requiere gran improvisación y rapidez de dibujo, también se utiliza a veces durante simposioss, congresos, seminarios o actos similares.
Desde finales del siglo XX, se siguen enseñando y utilizando técnicas tradicionales (escuelas de bellas artes, artes aplicadas o artes gráficas...). El número de publicaciones ilustradas (libros infantiles, revistas, libros educativos, enciclopedias, etc.) sigue creciendo. La ilustración multimedia y la infografía, posibles gracias al desarrollo de las herramientas informáticas, también están cada vez más presentes. Así, las grandes enciclopedias en papel existen ahora también en versión multimedia (CD-ROM + enlaces Internet), y siguen utilizando imágenes, dibujos y reproducciones fotográficas, pero también sonido, imágenes generadas por ordenador, animaciones, vídeos, etc., para ilustrar su contenido.
Las ilustraciones de dibujos recobraron popularidad a través de publicaciones periódicas especializadas y tendieron a dominar el creciente número de revistas y libros para jóvenes. A principios del siglo XXI, la invención del mook (entre el libro y la revista) también dio un lugar de honor a los ilustradores.
Sin embargo, el sector del libro de arte sigue siendo una categoría en la que la ilustración desempeña su papel tradicional.

## Utilización

### Ilustración científica

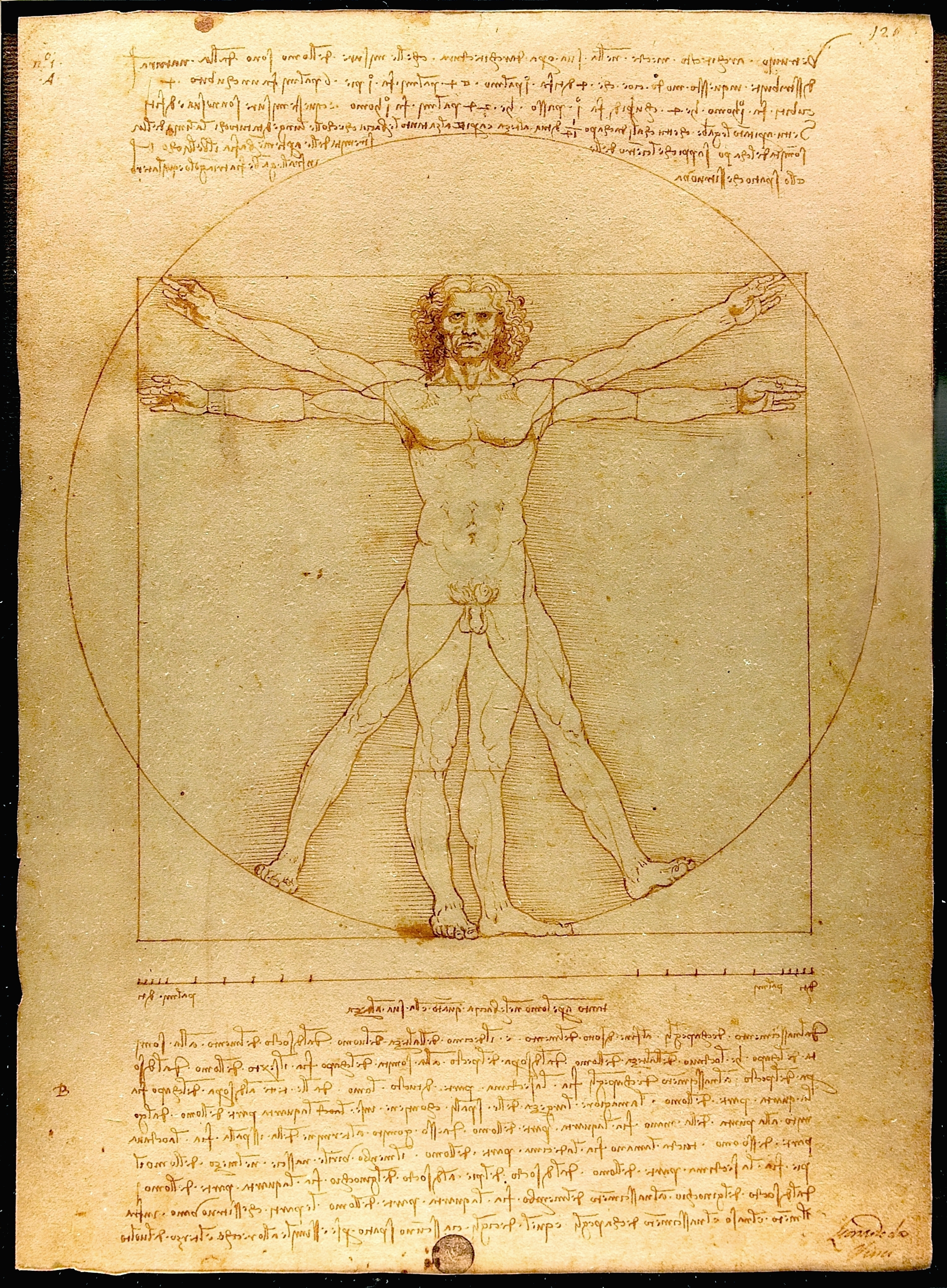
Hombre de Vitruvio, por Leonardo da Vinci

Ilustraciones de libros científicos, en donde se aclara mediante una imagen lo que se explica en el texto de un modo realista. Por ejemplo ilustraciones de anatomía o ingeniería. Normalmente realizadas mediante grabados.

### Ilustración botánica
Ilustración de tipo científico desarrollada con el objetivo de dar a entender de forma visual la morfología vegetal. Por ello las ilustraciones generales de la planta se complementan con detalles de las flores, el fruto o los estambres, por ejemplo. El primer manuscrito con ilustraciones botánicas es el Codex vindobonensis, de origen prehispánico mixteco (actual México).

### Ilustración literaria
Fue importante para el desarrollo cultural en el siglo XVIII. Tuvo un número importante de lectores de mediana edad y por tanto un gran número de artistas que creaban dichas imágenes. Representantes importantes fueron Eugène Delacroix y Gustave Doré.
De especial importancia fue el movimiento Arts and Crafts en Inglaterra, a partir de mediados del siglo XIX. Con William Morris y Aubrey Beardsley surgió entonces el Renacimiento en la ilustración de los libros modernos tal y como lo conocemos hoy, especialmente en el llamado Art Nouveau.
También en estas fechas surgieron movimientos como la caricatura o la historieta, con artistas como Alfred Dubout, Paul A. Weber, Robert Högfeldt, Flora Paul, Kurt Halbritter, Guillermo Mordillo, Edward Gorey, Walter Moers, Brian Bagnall y Wilhelm Maier Solgk.
A comienzos de la época moderna comenzó a usarse la ilustración para libros infantiles, con artistas como Alan Aldridge, Carl Busse, Etienne Delessert, Maurice Sendak, Eric Carle, Wolf Erlbruch, Sabine Friedrichson, Janosch, Eva Johanna Rubin, Rotraut Susanne Berner, Jutta Bauer, Lisbeth Zwerger, Luis Murschetz, Friedrich Karl Waechter, Renate Seelig, Byron W. Sewell, Nicholas Heidelbach, Roberto Innocenti, Jacky Gleich, Gennady Spirin, Hans de Beer, de Marcus Pfister y René Borst.

### Ilustración publicitaria

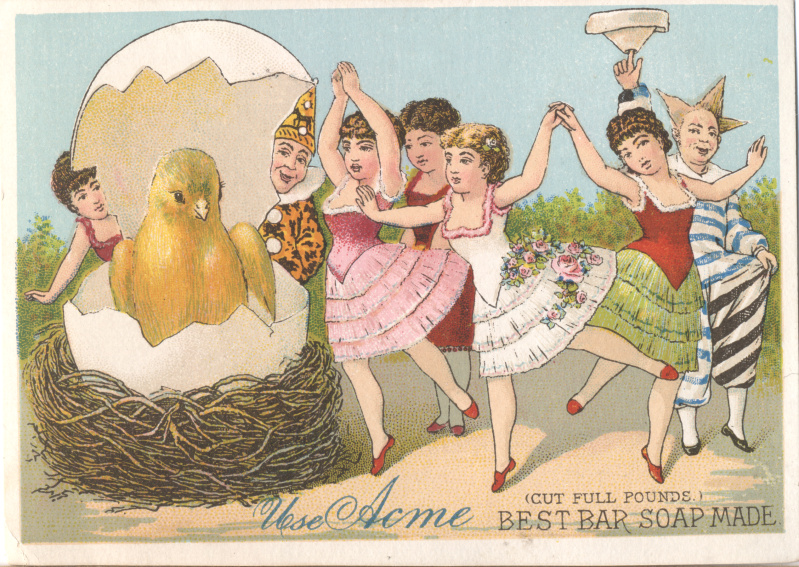
Ilustración del jabón Acme

En los últimos 50 años la ilustración publicitaria ha resultado ser importantísima. No solo para la creación de carteles, sino también para envases y productos variados, ya que ofrece al espectador una visualización rápida de la información a explicar (por ejemplo en folletos de instrucciones).
La ilustración publicitaria también ofrece ventaja con respecto a la fotografía, ya que se puede cargar de connotaciones emocionales caricaturescas que la fotografía no alcanza.
El guion gráfico es también muy utilizado en el mundo de la publicidad, para la creación de spots publicitarios, como primera fase en la presentación de una campaña.

### Ilustración editorial
Otra área es la ilustración editorial, utilizada en periódicos y revistas de todo tipo, así como páginas web.

## Historia

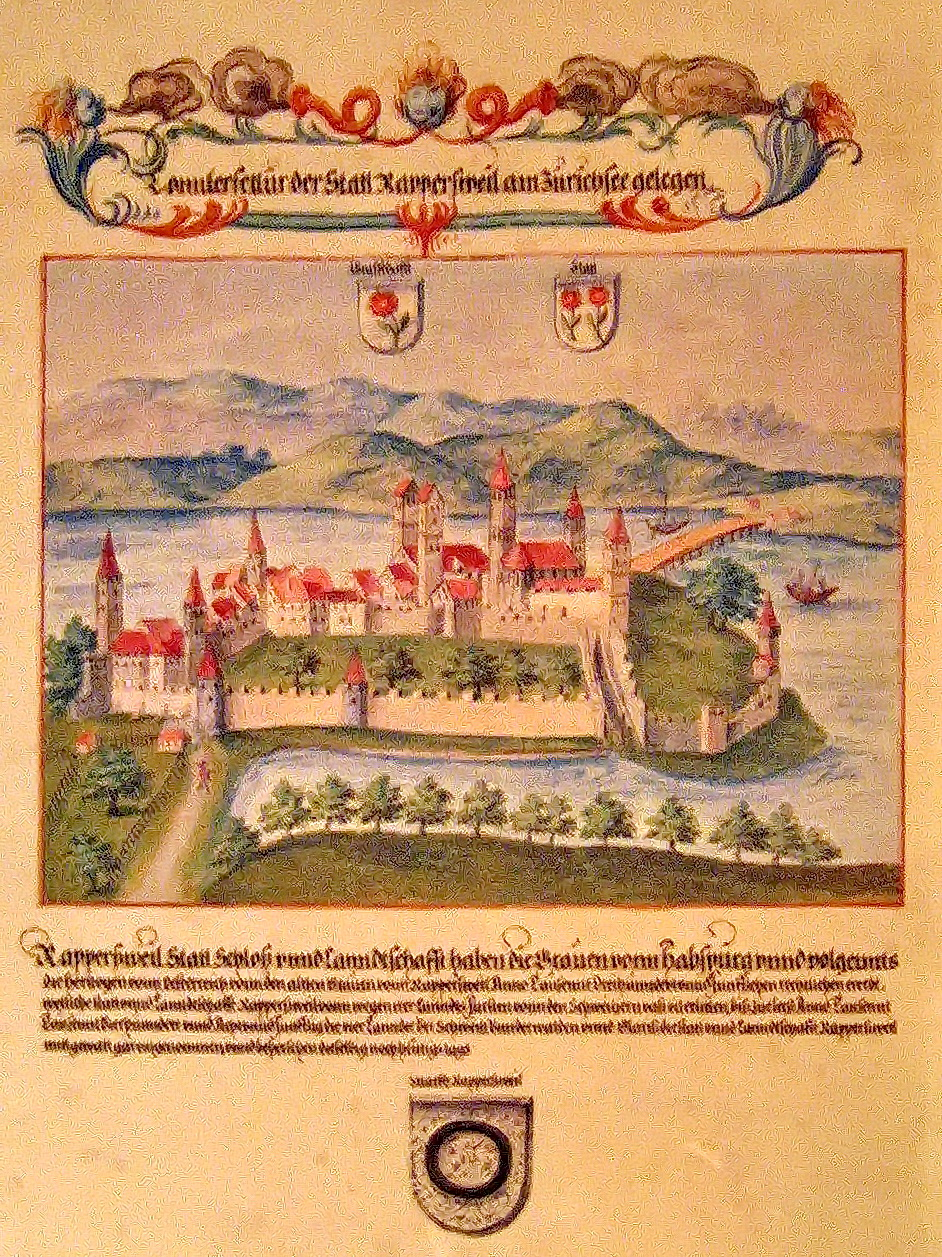
Ilustración del Código Vidobonensis (1550).

La ilustración se inicia con el nacimiento de la imprenta. Como la invención de la imprenta dio un golpe de muerte a los manuscritos, los miniaturistas se dedicaron a ilustrar con sus composiciones y rúbricas iluminadas las iniciales y márgenes de los hoy llamados incunables. La impresión, en Harlem, de planchas xilográficas en colección como la célebre Biblia de los pobres, el Spéculum humanae salvationis y el Cantar de los cantares, anteriores a la invención de la imprenta implicaba la pronta aparición de viñetas grabadas en los libros.
Las primeras viñetas tiradas junto con el texto y grabadas en madera o cobre, aparecieron en los siguientes lugares:
- en Florencia en 1496 en los Sermones de Savonarola;[3]
- en Venecia en 1499 en el Sueño de Polifilo;
- en Lyon, en 1487 en el Libro de horas, de Simón Vostre;
- en Basilea, en 1538 en La danza de los muertos,[4] de Holbein.

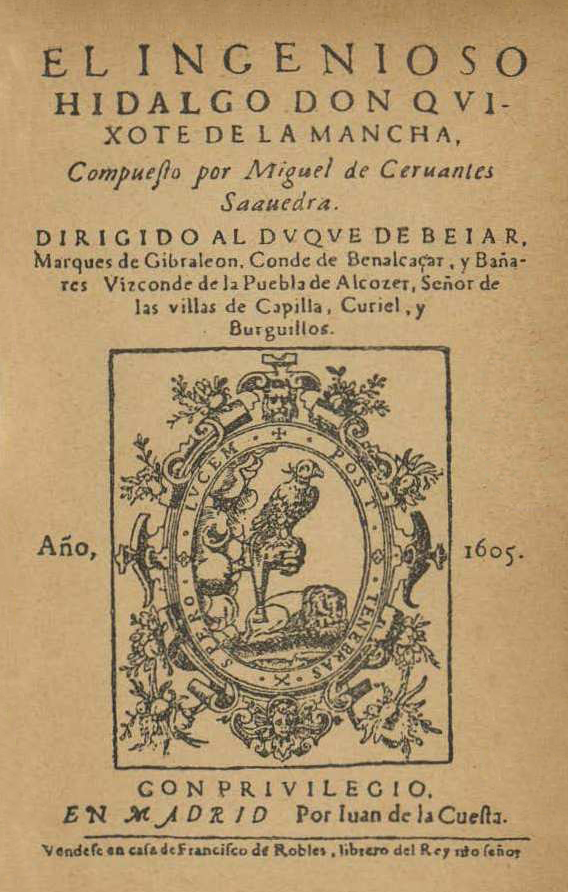
Don Quijote, edición de 1605.

Hasta mediados del siglo XVI los grabadores de imágenes trabajaron poco menos que desconocidos para los libreros con la ventaja de que sus planchas podían ser tiradas al mismo tiempo que el texto lo cual no era óbice a que se intercalaran también láminas sueltas. En el transcurso del siglo XVII y sobre todo, XVIII, se perdió casi por completo el arte de grabar en madera, sustituyéndose por el grabado en cobre o calcografía, al buril o el aguafuerte, tirados en talla dulce sobre la misma hoja que el texto. De aquel entonces, datan varias ediciones de valor inestimable tanto más cuanto las tiradas eran muy cortas. Tales, entre otras, son:
- el Decamerón;
- los Cuentos de Marmontel y las Tragedias de Corneille, ilustradas por Graveloti;
- las Fábulas, de Lafontaine ilustradas por Eisen (edición llamada de los Arrendatarios generales);
- Dafnis y Cloe, con grabados de Prud'hom;
- etcétera.

Todos estos volúmenes además de estampas, contienen también cabeceras y finales tirados en talla dulce. En España, podemos alabar las ediciones de Sánchez e Ibarra y del Quijote de la Academia.
Con la invención de la prensa de brazo cobró nuevo favor el grabado en boj, sobre todo, desde que el periodismo ilustrado comenzó a adquirir desarrollo. Cupo al inglés Thomas Berwick la gloria de restaurar aquel arte llevándolo a la perfección sustituyendo la madera de peral empleada antiguamente por el boj cortado de través. Así aparecieron grabados con los útiles del grabador en talla dulce, los dibujos de Tonny Johannot, Grandville, etc.

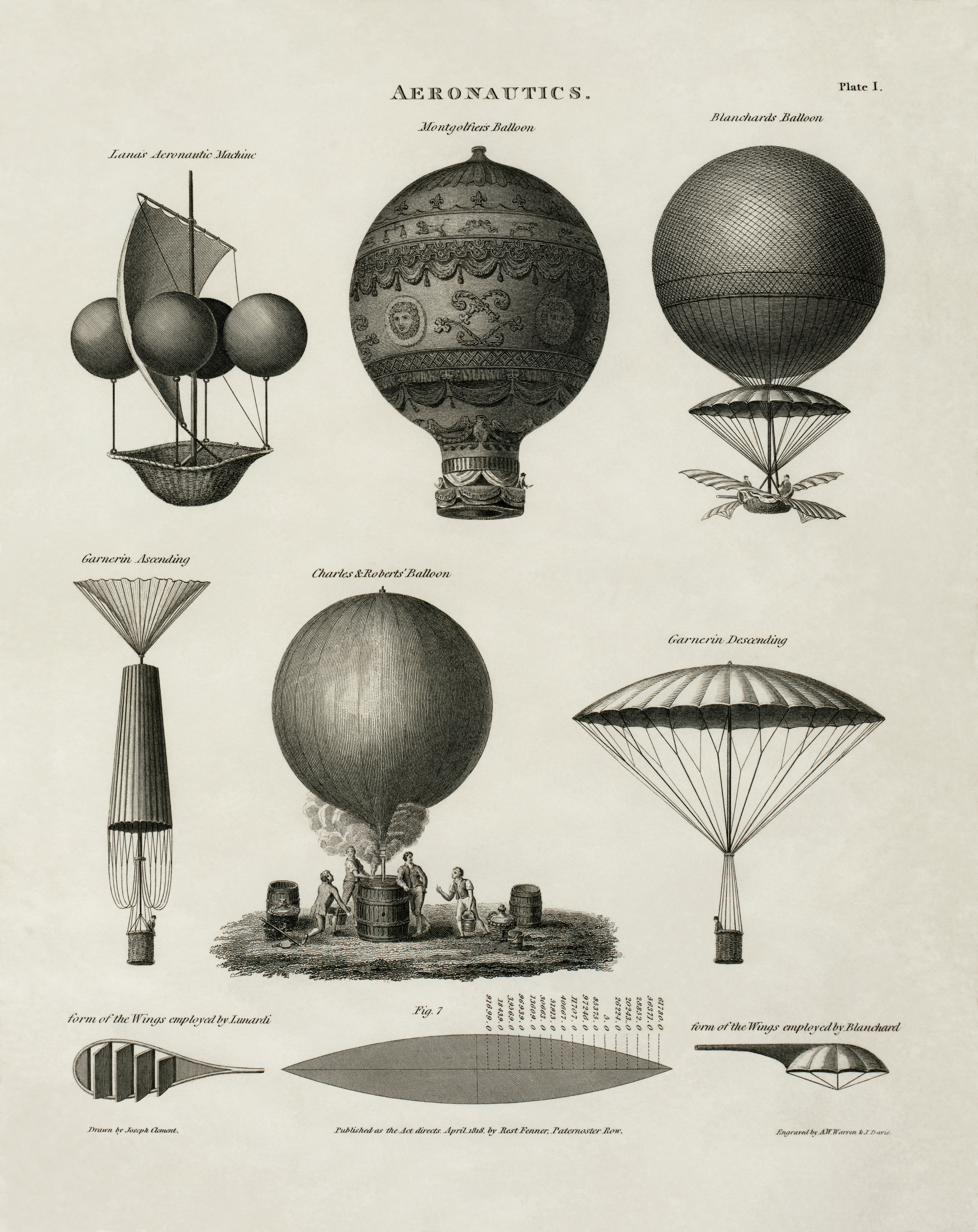
Ilustración del

En Francia. La prensa ilustrada cobró rápido incremento y si en Francia contaban desde 1833 con el Magasin pittoresque, desde 1843 con L'illustration, desde 1857 con el Monde illustré, etc. en España existían, las siguientes publicaciones, estableciéndose importantes talleres de grabación en boj:
- el Semanario pintoresco de Mesonero Romanos;
- el Mundo pintoresco de Oliveres, de Barcelona;
- El laberinto (1844) editado en Madrid por Ignacio Boix;
- la Ilustración universal, publicada en 1854 por Fernández de los Ríos;
- el Museo Universal de Gaspar y Roige.

Los progresos de las artes fotomecánicas proporcionaron nuevos caminos a la ilustración tipográfica generalizándose la cincografía, la fotolitografía, la fototipia, la foto cromolitografía, la tricomía gracias a cuyos procedimientos los dibujos de pluma o lápiz se reprodujeron directamente sin la intervención del grabador al igual que las reproducciones directas de todos los objetos.
Hoy en día, crece más y más el interés de los coleccionistas por los originales usados en libros, revistas, pósteres, blogs, etc. Muchas revistas y galerías de arte hacen homenaje a los ilustradores tanto del pasado como del presente.
En el mundo del arte visual, los ilustradores son hoy en día comparados con artistas plásticos y diseñadores gráficos. 
Los juegos de ordenador y los cómics están en continuo crecimiento, por lo que los ilustradores actuales están recibiendo una gran importancia y popularidad en estos mercados. Especialmente en Corea, Japón, Hong Kong y EE. UU.
Con la llegada de las técnicas de ilustración digital y softwares como Photoshop, Illustrator, Freehand, CorelDRAW o Procreate los ilustradores han accedido a nuevos recursos y efectos creativos. Estos programas son usados tanto para preparar imágenes con las que prepara planchas, clichés o pantallas para técnicas tradicionales, como para ser impresas directamente mediante procesos digitales. La técnica digital que más se acerca a una producción tradicional es la llamada Giclée, que no deja de ser una impresión de inyección pero cuidando la selección de tintas y papeles.

## Ilustradores famosos
- Alberto Durero
- Jesu Medina (España)
- Kike Castaño (España)
- Mónica de Rivas (España)
- Juanma García Escobar (España)
- Ricardo Hinstz
- Edwin Austin Abbey
- Attila Adorjany
- Chris van Allsburg
- Yoshitaka Amano
- Jonathan Visual
- Rodolfo Arotxarena
- Asun Balzola
- Maru Astray (España)
- George Barbier
- Carl Barks
- Pauline Baynes
- Aubrey Beardsley
- Elsa Beskow
- Ivan Bilibin
- Quentin Blake
- Mary Blair
- Priscilla Susan Bury
- Howard Chandler Christy
- Harry Clarke
- Elinor Darwin
- Gustave Doré
- Nicolas Eekman
- Erté
- Alfons Figueras
- James Montgomery Flagg
- René Follet
- Roberto Fontanarrosa (Argentina)
- Hal Foster
- Julien Fournie
- Frank Frazetta
- Héctor Garrido
- Charles Dana Gibson
- Eric Gill
- Milton Glaser
- Edward Gorey
- Kate Greenaway
- Rebecca Guay
- Baron Barrymore Halpenny
- Clifford Harper
- Brett Helquist
- Don Hewitt
- William Hogarth
- Katsushika Hokusai
- Brad Holland
- Winslow Homer
- Eddie Jones
- Josh Kirby
- Antonio Lara de Gavilán
- Rick Law
- John Lawrence
- Edward Lear
- Alan Lee
- Angus McBride
- Winsor McCay
- Dave McKean
- David McKee
- Coral Moramontti
- Alfons Mucha
- Sidney Paget
- Mervyn Peake
- Myrea Pettit
- André Pijet
- Beatrix Potter
- Howard Pyle
- Quino (Argentina)
- Arthur Rackham
- Miguel Rep (Argentina)
- Albert Robida
- David Roberts
- Norman Rockwell
- Spain Rodríguez
- Félicien Rops
- Don Rosa
- Alex Ross
- Hermenegildo Sábat (Uruguay)
- Alberto Saichann
- Gerald Scarfe
- Ronald Searle
- Maurice Sendak
- Fermín Solís
- Konstantin Somov
- Art Spiegelman
- William Steig
- Saul Steinberg
- Willy Stöwer
- John Tenniel
- Boris Vallejo (Perú)
- Chris Van Allsburg
- Alberto Vargas (Arequipa)
- Gee Vaucher
- Ashley Wood
- Eulogio Varela Sartorio (España)